# Zethesides bettoni
Zethesides bettoni là một loài bướm đêm trong họ Noctuidae.